# سوافومير شمال
سوافومير شمال (بالبولندية: Sławomir Szmal) مواليد 2 أكتوبر 1978 في بولندا، هو لاعب كرة يد بولندي يلعب كحارس مرمى. يلعب حاليا مع فيف تارغي كيلسي ويحمل الرقم 1. مثل منتخب بولندا لكرة اليد. شارك في دورة الألعاب الأولمبية الصيفية سنة 2008. حقق المركز الثاني في بطولة العالم لكرة اليد للرجال 2007.

## المسيرة الاحترافية
لعب مع هوتنيك نوفا هوتا من سنة 1997 إلى 1999، ثم لعب مع نادي فيسوا بوتسك لكرة اليد في موسم 2002–2003، ثم انضم إلى فيف تارغي كيلسي في سنة 2010.

## سجل المنافسة
شارك في البطولات التالية:
- بطولة العالم لكرة اليد للرجال 2015
- بطولة أوروبا لكرة اليد للرجال 2014
- بطولة أوروبا لكرة اليد للرجال 2016
- الألعاب الأولمبية الصيفية 2016

## الميداليات
| الميدالية | المسابقة                           |
| --------- | ---------------------------------- |
| فضية      | بطولة العالم لكرة اليد للرجال 2007 |
| برونزية   | بطولة العالم لكرة اليد للرجال 2009 |
| برونزية   | بطولة العالم لكرة اليد للرجال 2015 |

## روابط خارجية
- سوافومير شمال على موقع الاتحاد الأوروبي لكرة اليد (الإنجليزية)
- سوافومير شمال على موقع أوليمبيديا (الإنجليزية)
- سوافومير شمال على موقع اللجنة الأولمبية البولندية (مؤرشف) (البولندية)